# Zona Especial de Preservação Cultural
A Zona Especial de Preservação Cultural (ZEPEC) é uma área de preservação e valorização de bens culturais, como a identidade dos bairros e das áreas de interesse histórico-cultural, da cidade de São Paulo. Ela foi definida pela Lei de Parcelamento, Uso e Ocupação do Solo (Projeto de Lei 272/2015), como parte do Plano Diretor Estratégico da cidade, aprovado em 2014 na gestão de Fernando Haddad (PT). Ela difere-se do Território de Interesse da Cultura e da Paisagem (TICP) pelo último exigir regulamentação por uma lei específica na Câmara Municipal. Os bens e áreas de uma ZEPEC podem ser enquadrados em mais de uma categoria definida por lei. A ZEPEC substituiu a Z8-200.

## Tipos de ZEPEC[1]
- Bens Imóveis Representativos (ZEPEC-BIR)
- Áreas de Urbanização Especial (ZEPEC-AUE)
- Áreas de Proteção Paisagística (ZEPEC-APPa)
- Áreas de Proteção Cultural (ZEPEC-APC)